# Gran Logia de Rusia
Gran Logia de Rusia (Великая Ложа России) GLdR — Única Obediencia masónica regular en Rusia. La Gran Logia de Rusia fue creada en 24 de junio de 1995. Ella se hizo la primera potencia masónica abierta en el país tras el cierre y prohibición de la masonería en 1822. La Gran Logia de Rusia es reconocida por la mayoría de las obediencias regulares  del mundo, de las cuales la Gran Logia Unida de Inglaterra (GLUI) (desde 1996) y con más de 90 obediencias en todo el mundo.

## Prehistoria
Entre 1992 y 1993, en Rusia, la Gran Logia Nacional Francesa creó las logias «Armonía» (Moscú), «Lotus» (Moscú), «Nueva Astrea» (San Petersburgo), «Gamayun» (Vorónezh).
- 14 de enero de 1992, en París, fue creada la Logia «Armonía». La Logia fue creada a partir de hermanos que pasaron de la Logia  «Astrea» n.º 100 de la GLNF.
- 24 de junio de 1993, en San Petersburgo, fue creada la Logia «Nueva Astrea».
- 24 de junio de 1993, en San Petersburgo, fue creada la  Logia llamada «Gamayun».
- 12 de octubre de 1993, en Moscú, fue creada la Logia "Lotus".

## Instituyendo la Gran Logia de Rusia
La gran Logia de Rusia, fue establecida, en su primera asamblea — 24 de junio de 1995, en Moscú. Los fundadores de la Gran Logia de Rusia fueron integrantes de la Gran Logia Nacional Francesa, que así se hizo madre de la nueva obediencia en suelo ruso juntamente con la creación de cuatro logias en Rusia, de las cuales «Armonía», «Lotus», «Nueva Аstrea» y «Gamayun», que integraron la Gran Logia de Rusia desde su creación.  El primero Gran Maestro de la Gran Logia de Rusia fue elegido Georgi Dergachev.

## Gran Logia de Rusia Hoy
En julio de 2015 ocurrió la solemne Asamblea, programada para el XX aniversario de la Gran Logia de Rusia. En el trabajo de la asamblea participaron cerca de 300 masones. En el discurso, fue anunciado el desarrollo y crecimiento de la masonería regular en Rusia, en el Kazajistán y en Bielorrusia.

### Gran Maestro de la Gran Logia de Rusia
En 30 de junio de 2007, fue elegido y tomó posesión para Gran Maestro de la Gran Logia de Rusia Andrei Bogdanov. Durante la elección y la posesión estaban presentes los líderes de la Gran Logia Unida de Inglaterra y representantes de algunas Grandes Logias Americanas.
En 2010, de acuerdo con la constitución y las normativas generales de la GLdR, Andrei Bogdanov fue reelecto para el cargo de Gran Maestro, por 5 años más, hasta 2015.
En 28 de marzo de 2015, en la Asamblea, fue reelegido para el cargo de Gran Maestro, Andrei Bogdanov nuevamente. De acuerdo con la normativa general de la Gran Logia de Rusia Andrei Bogdanov iría a ocupar el cargo de Gran Maestro, por 5 años, hasta el año de 2020.

## Lista de logias
- N.º 1 «Armonía», Moscú (Ha integrado la GLdR en su fundación);
- N.º 2/10 «Lotus»/«Amor Fraternal», Moscú (unidas en 2010);
- N.º 3 «Astrea», San Petersburgo (entró en la GLdR en su fundación y resurgió el 28 de mayo de 2016);
- N.º 5 «Aurora», Moscú (Logia en idioma inglés, creada 23 de junio de 1996, resurgió en 2009);
- N.º 7 «Júpiter», Moscú (fundada 19 de noviembre de 1997, en Zvenigorod);
- N.º 8 «Quatuor Coronati», Moscú (Logia de investigación, creada 12 de junio de 1998);
- N.º 9 «Aurora Boreal», Moscú (Creada 28 de noviembre de 1998);
- N.º 11 «Alexandre Sergueyvich Pushkin», Moscú (Creada 12 de junio de 1999);
- N.º 15 «Orion», Moscú (creada 8 de febrero de 2001,  cerrada 10 de noviembre de 2010, resurgió 20 de abril de 2014).
- N.º 16 «Fenix», Moscú (creada 1 de marzo de 2001);
- N.º 23 «Alfa y Omega», Minsk (creada en Novosibirsk 12 de junio de 2002);
- N.º 25 «Jinete Blanco», Minsk, creada en Moscú 4 de junio de 2004
- N.º 27 «Ciutadella», Moscú (creada 27 de mayo de 2006);
- N.º 29 «Acácia», Sochi (creada 18 de abril de 2008);
- N.º 31 «Cinturón de Piedra», Ecaterimburgo (creada 6 de junio de 2009);
- N.º 32 «Francia», Moscú (creada 29 de octubre de 2009,trabaja en rito Moderno Francés);
- N.º 33 «Muz», San Petersburgo (Creada en 1770 por Ivan Elagin, Volvió la actividad 6 de marzo de 2010);
- N.º 34 «Concordancia Absoluta», Moscú (Tienda en el idioma francés, trabaja en rito Francés. Creada 27 de noviembre de 2010, en San Petersburgo);
- N.º 35 «Delta», Krasnodar (creada 6 de marzo de 2011);
- N.º 36 «Fiodor Ushakov», Saransk (creada 12 de marzo de 2011);
- N.º 37 «Clio», Moscú (creada 9 de abril de 2011 );
- N.º 42 «Araragat», Moscú (creada 5 de julio de 2013, Trabaja en el rito Emulation);
- N.º 43 «Pavel Pavlovich Demidov», Ecaterimburgo (creada 27 de septiembre de 2013);
- N.º 44 «Llave Dorada», Perm (creada 24 de junio de 1783, resurgió el 29 de septiembre de 2013);
- N.º 45 «A. C. Griboedov», San Petersburgo (creada 22 de abril de 2014);
- N.º 46 «El Cráneo y la Cruz», Nizhniy Novgorod (creada 27 de septiembre de 2014.);
- N.º 47 «Сadena Fraternal», Cheliábinsk (creada 25 de octubre de 2014 en Ecaterimburgo);
- N.º 49 «Giuseppe Garibaldi», Moscú (creada 8 de mayo de 2015, trabaja en rito Memphis-Misraim oriental;
- N.º 50 «Shipka», Moscú (creada 28 de febrero de 2015 para hermanos de Bulgaria);
- N.º 53 «Concórdia», Shakhti, Óblast de Rostov (creada 11 de junio de 2016 );
- N.º 54 «Sol Poniente», Kazánán (creada en 1776, resurgió el 8 de octubre de 2016).

### Ciudades en que hay logias de la Gran Logia de Rusia
Existen Logias en las siguientes ciudades: Moscú, San Petersburgo, Vorónezh, Saransk, Krasnodar, Sochi,  Magnitogorsk, Perm, Minsk, Nizni Nóvgorod, Cheliábinsk y Kazán.
En algunas ciudades hay abiertas dos logias o se planea la apertura de una segunda tienda. La segunda logia ya fue abierta en Ekaterimburgo, San Petersburgo y Misnk, ya en Moscú  existen actualmente cerca de dieciséis logias.

## Ritos practicados en la Gran Logia de Rusia
- Rito Escocés Antiguo y Aceptado
- Rito Francés
- Rito de Emulación
- Rito Oriental

### Organización para grados superiores
A continuación, organizaciones las cuales solamente aceptan miembros de la Gran Logia de Rusia :
- El Supremo Consejo de Rusia para el Rito Escocés Antiguo y Aceptado (4°-33°);
- Rito de Memphis-Misraim (4°-97°);
- El gran capítulo para el Rito Francés Moderno (1-5 Orden);
- Capítulo del Arco Real "St. Cecilia» n.º 6190.